# دانشکده دندانپزشکی البرز
دانشکده دندانپزشکی دانشگاه علوم پزشکی البرز یکی از دانشکده‌های دندانپزشکی ایران وابسته به دانشگاه علوم پزشکی البرز در کرج است.

## تاریخچه
دانشکده دندانپزشکی البرز در سال 1391 با زمینی با مساحت 6000 متر بنیانگذاری شد.اولین رییس دانشکده دکتر علامعلی نجفی پاریسی بود . اولین اعضای هیات علمی این دانشکده دکتر نسرین رفیعیان و دکتر سامان نیر بودند .پس از دکتر نجفی ریاست دانشکده بر عهده دکتر احمد جعفری قرار گرفت .  هم‌اکنون ریاست این دانشکده را دکتر آرزو آقا کوچک زاده برعهده دارد.
دانشکده دندانپزشکی دارای 5 ساختمان اصلی: شامل 3 ساختمان اداری و 2 ساختمان آموزشی درمانی می باشد. مجموعه فعالیت های آموزشی پژوهشی در گروه های درمان ریشه، ترمیمی، پروتزهای دندانی، دندانپزشکی کودکان، درمان لثه، جراحی دهان و فک وصورت، بیماری های دهان و صورت، آسیب شناسی دهان و فک و صورت، ارتودنسی، رادیولوژی دهان و فک و صورت، سلامت دهان و دندانپزشکی اجتماعی و مواد دندانی به نحو مطلوب ارائه می گردد. امکانات و تجهیزات لازم در بخش ها، کلینیک ها، کلاس ها، آمفی تئاتر، آزمایشگاه، پری کلینیک ها، مرکز اینترنت، کتابخانه، سالن مطالعه، عابر بانک، بوفه، غذاخوری، نمازخانه در دسترس دانشجویان قرار دارد.همچنین آزمایشگاه آسیب شناسی دهان، فک و صورت که در ساختمان شماره 2 واقع شده است، جهت انجام امور آموزشی به دانشجویان و همچنین اقدامات پاراکلینیکی و خدمت رسانی به بیماران مراجعه کننده جهت ارائه گزارش پاتولوژی دارای امکانات مناسب می باشد. این مرکز دارای رادیولوژی تخصصی دهان و دندان است که مجهز به دستگاه های پیشرفته ای همچون عکسبرداری تک دندانی، بایت وینگ، پاورامیک OPG، سفالومتری و CBCT، دندانی می باشد. این مرکز توانایی انجام تصویربرداری دقیق و پیشرفته برای تشخیص بهتر و ارائه درمان های موثر تر را داراست.
معرفی بخش های درمانی و کلینیک ویژه:
دانشکده دندانپزشکی مجهز به بخش های تشخیص، ارتودنسی، پروتزهای دندانی، درمان ریشه بیماری های دهان، بیماری های لثه، جراحی فک و صورت، ایمپلنت، اطفال، ترمیم و رادیولوژی و آسیب شناسی دهان و فک و صورت و در شیفت عصر دارای کلینیک ویژه می باشد. بخش تشخیص و بیماری های دهان و فک و صورت در اولین تماس بیماربا حضوراساتید و دانشجویان در نوبت صبح از ساعت 8:30 الی 11 و در نوبت عصر از ساعت 15 الی 17:30 به معاینه بیماران پرداخته و سپس برحسب نیازهای درمانی ارجاع داده می شوند و ضایعاتی که برای تشخیص نیاز به بیوپسی دانشجویی جهت دریافت نوبت به منشی بخش و دستیارپزشک مراجعه نموده و درنوبت مقرر خدمات توسط دانشجویان زیر نظر اساتید متخصص انجام گرفته و از آنها نمونه گیری صورت گرفته و به بخش آسیب شناسی ارجاع داده می شود.
بخش های دانشجویی در طی ترم تحصیلی همه روزه ازساعت 8:30 صبح الی 14 فعال بوده و به ارائه ی خدمات درمانی می پردازند. خدمات ارائه شده دراین بخشها بر اساس دروس ارائه شده در ترم جاری توسط دانشجو می باشد.
اساتید متخصص در تمامی رشته ها همه روزه از ساعت 15:00 الی 19:00 در کلینیک ویژه خدمات درمانی را با نوبت قبلی انجام می دهند. بیمارانی که تمایل به انجام درمان توسط اساتید دارند، بعد از معاینه در کلینیک ویژه واقع در طبقات همکف، اول و دوم ساختمان شماره 2 در نوبت عصر پذیرش می شوند.
بخش رادیولوژی دهان و  فک و صورت واقع در طبقه همکف ساختمان شماره 1 مجهز به دستگاه های پانورامیک و پری اپیکال و سیالوگرافی و CBCT می باشد که کلیه خدمات رادیو گرافی دهان، فک و صورت در آن انجام می گیرد.